# Mont Castre
Le mont Castre, appelé aussi mont Castré, est une montagne du Massif armoricain. Elle est située dans le département de la Manche, sur les communes de Lithaire, du Plessis-Lastelle et de Gerville-la-Forêt. Il culmine à 130 m d'altitude. Chargé d'histoire, on y trouve des vestiges allant de la Préhistoire à la Seconde Guerre mondiale. Il fait partie d'un ensemble de petites montagnes encerclant la ville de La Haye-du-Puits et surnommé « clos du Cotentin ».

## Géographie

### Géologie
Le mont est constitué de grès armoricain, de quartzites et de schistes. Ses roches sédimentaires appartiennent à une période du Paléozoïque : l'Ordovicien.

### Faune et flore
On observe de nombreuses et différentes espèces d'oiseaux. En automne-hiver, les migrateurs nordiques font escale ou stationnent sur les flancs du mont. Au printemps-été, reviennent ou passent les migrateurs du sud.

## Histoire

### Préhistoire
Entre 1 500 et 200 ans av. J.-C., précisément à la fin du Néolithique, des hommes y construisent une allée couverte dont quelques vestiges sont encore visibles aujourd'hui. Cette allée aurait pu servir de sépulture. La présence de nombreuses pierres sur un champ jouxtant l'allée amène certains scientifiques à l'hypothèse d'un site mégalithique. Aucune recherche n'a encore pu le prouver avec certitude.

### Protohistoire et Antiquité

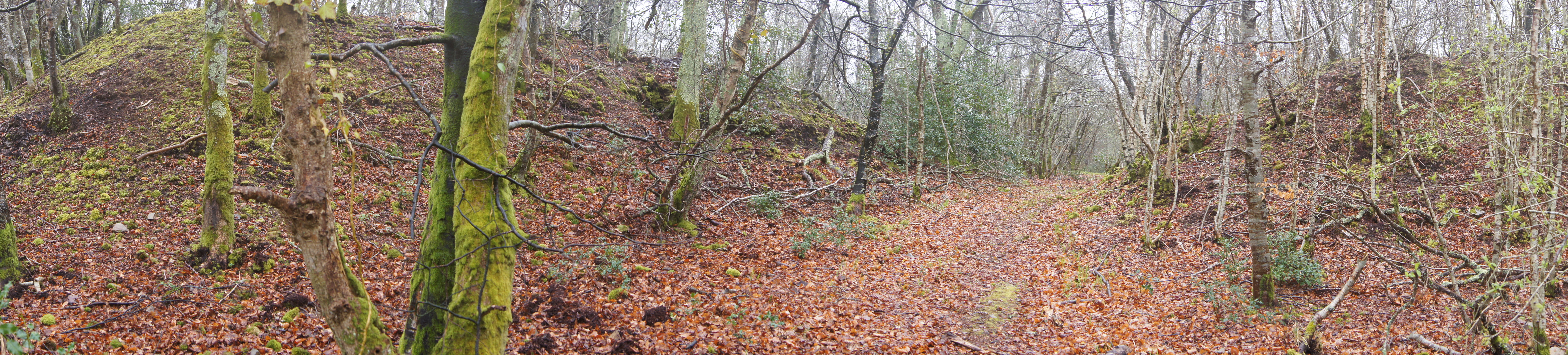
Retranchement de terre protohistorique du mont Castre dit camp de César.

En 56 av. J.-C., lors de la guerre des Gaules contre les Romains, le peuple gaulois des Unelles (présent sur le mont depuis la protohistoire à la période de l'âge de fer), commandé par Viridorix, y est battu par les légions de Jules César emmenées par Quintus Titurius Sabinus. Jules César témoigne : « L'avantage du terrain, l'inexpérience et la fatigue de l'ennemi, le courage de nos soldats et l'entraînement qu'ils avaient acquis dans les batailles précédentes, tout cela fit que dès le premier choc les ennemis cédèrent et prirent la fuite. […] Ceux qui restaient furent harcelés par la cavalerie, qui n'en laissa échapper qu'un petit nombre ». Ces événements suscitent l'imagination des érudits à partir de la Renaissance et à l'époque classique ; elle se manifeste dans la microtoponymie, des lieux-dits comme le camp de César, le Parc-des-Romains et peut-être la Lice-de-Laulne, la Tranchée, le Champs-des-Morts en font foi. 
Pour les archéologues, les découvertes faites sur ce lieu font état d'un retranchement protohistorique et plus précisément d'un oppidum de La Tène finale mais aucunement d'un camp romain : « L'hypothèse avancée de l'existence d’une entrée à chaque point cardinal, traditionnelle pour un camp romain, n’a pu être confirmée. Aujourd’hui, d'après la morphologie du site, il nous semble plus probable que le « Mont Castre » corresponde à l'oppidum principal des Unelles. Les rares découvertes de mobilier sur place témoignent d'une occupation gallo-romaine, la carte archéologique signale également la mise au jour d’une monnaie gauloise »,,.

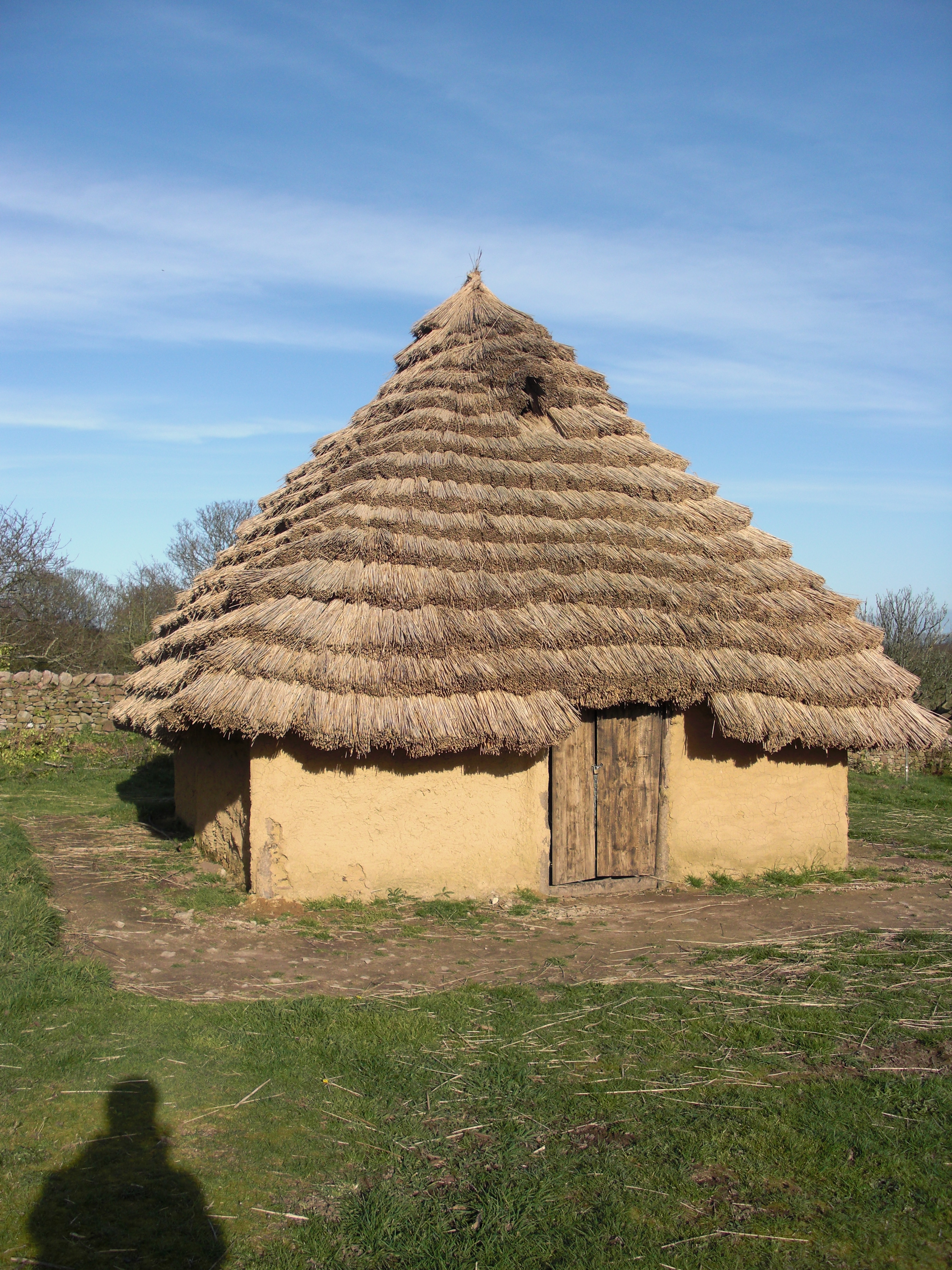
Ferme gauloise du Cotentin.

### Moyen Âge

Expansion viking du. La coloration jaune (XIe siècle) du sud de l'Angleterre et du sud de l'Italie résulte d'une confusion entre Vikings et Normands.

Du XIe au XIVe siècle, le versant ouest du mont abrite le premier village de Lithaire. Établi au sommet du versant, il domine au nord la vallée de la Senelle et la vue s’étend, à l'est comme à l'ouest, jusqu’à la mer. On y note une importe activité pendant la période médiévale. Un château est construit sur des vestiges protohistoriques.

Le château ou vigie de Lithaire
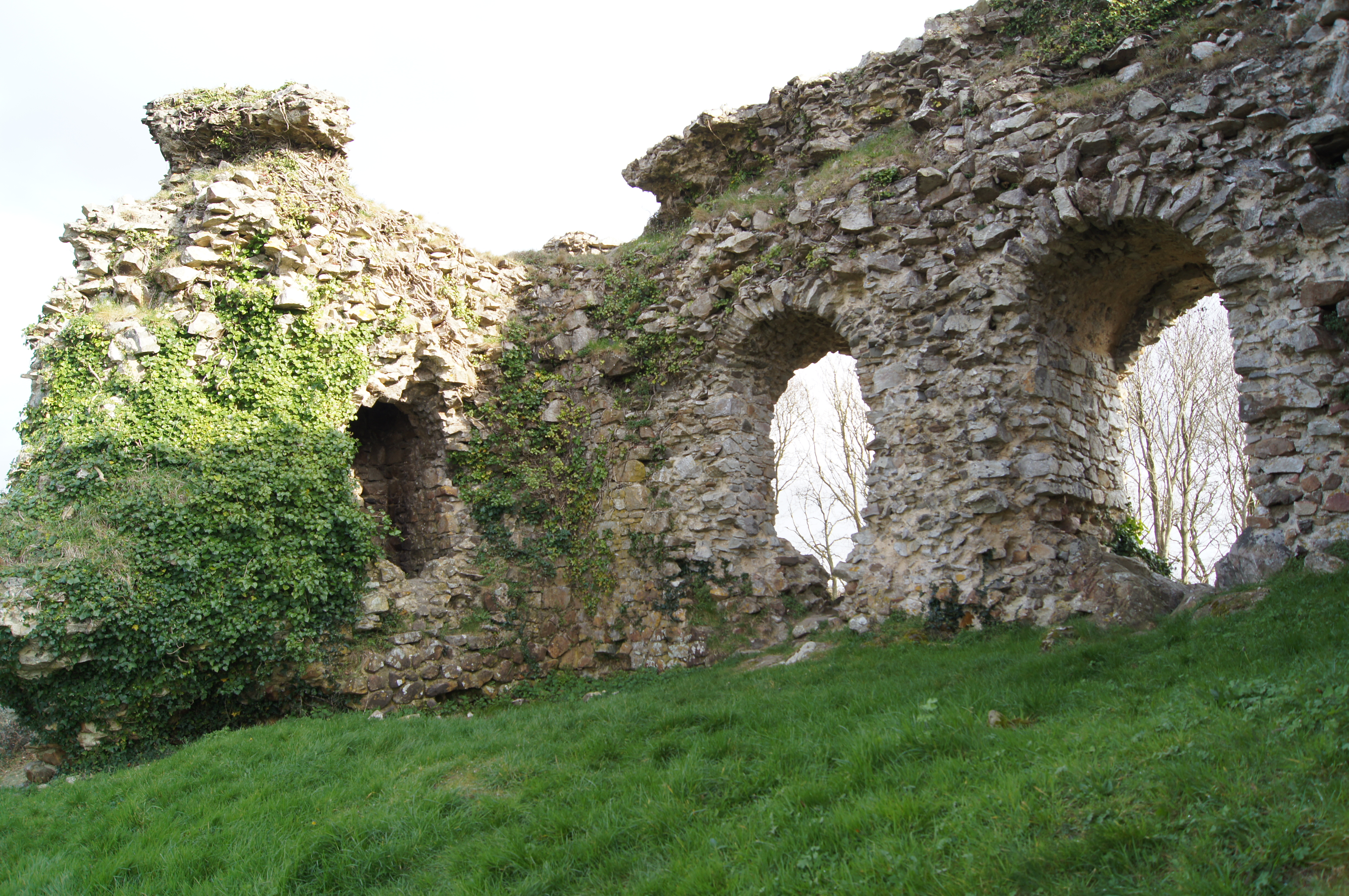
Face nord.
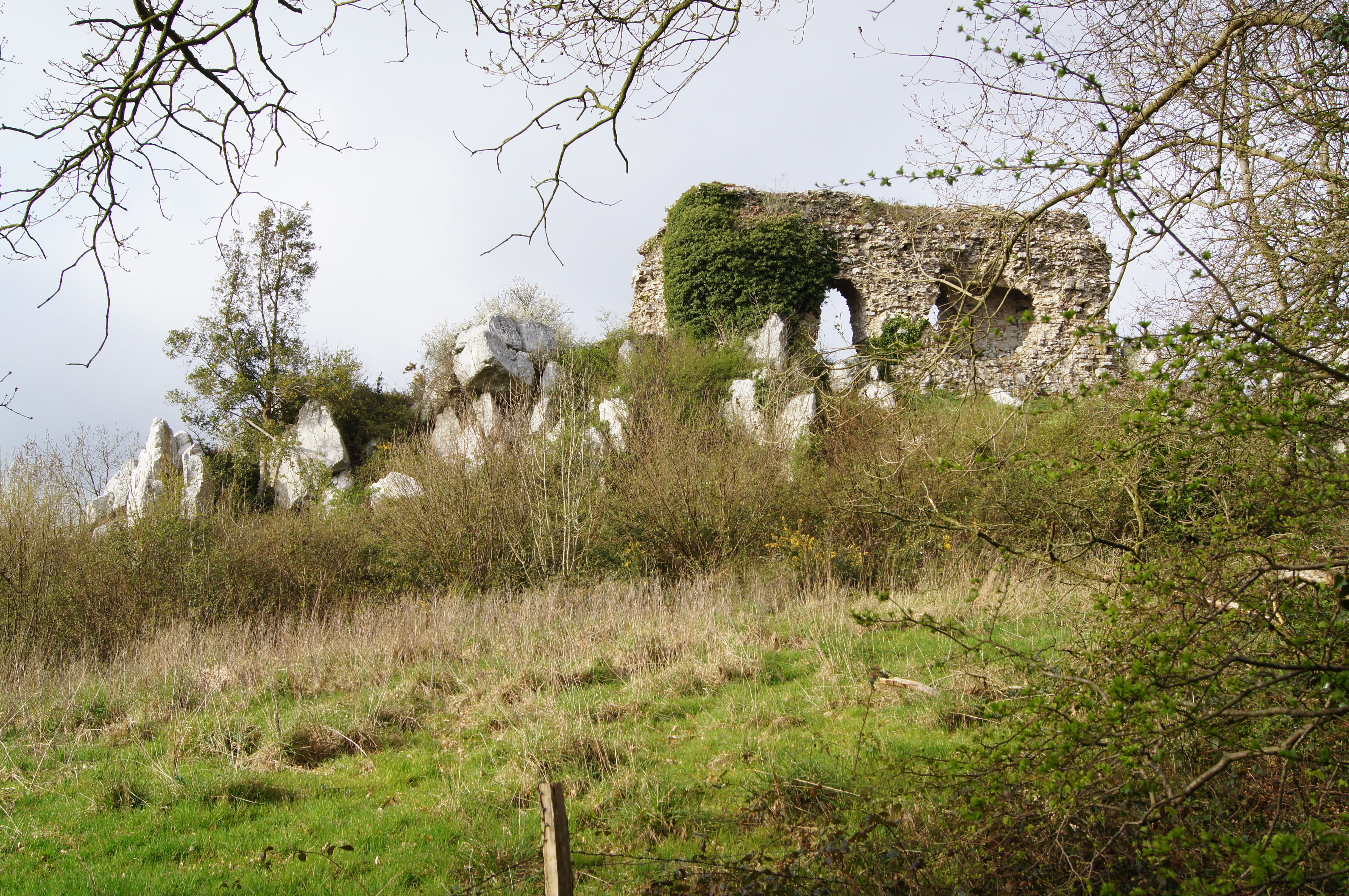
Face sud.
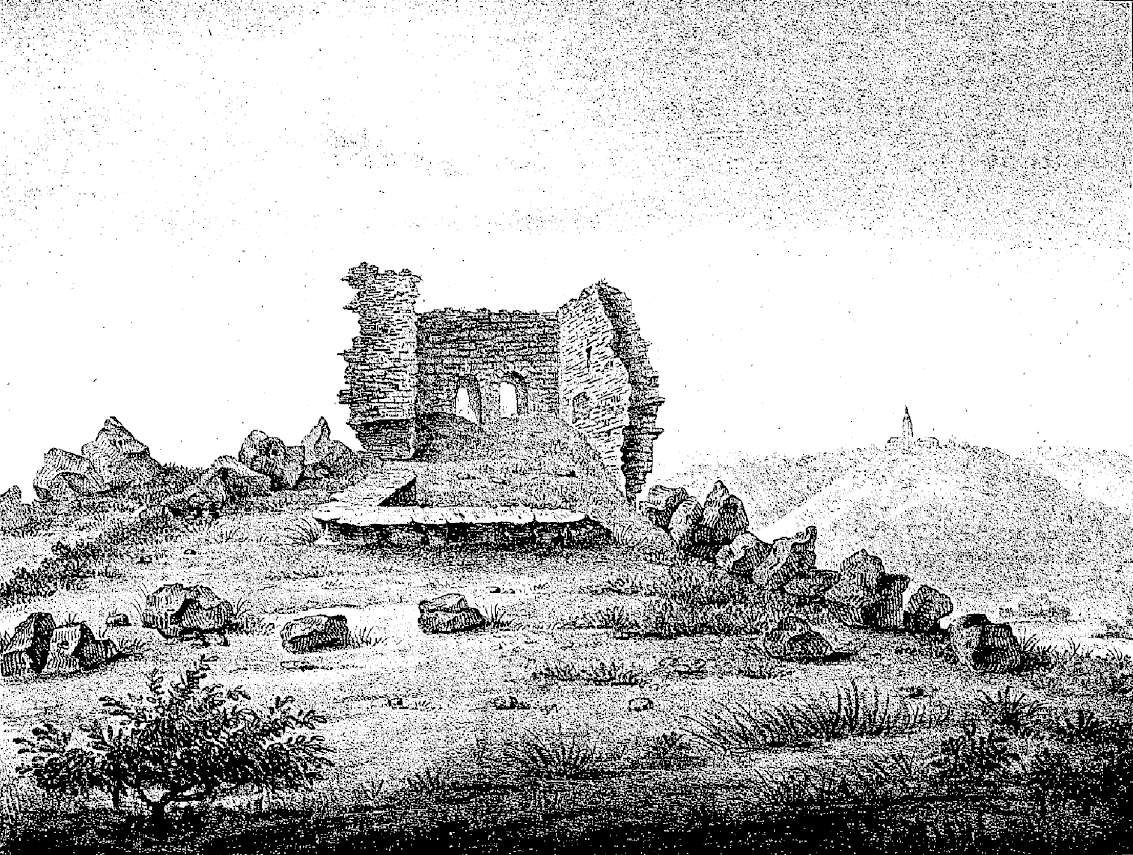
Esquisse des ruines du château (1825).

### DuXIXesiècleaux années 1930
Entre la fin du Moyen Âge et la Belle Époque, l'emplacement du village devient la propriété de riches fermiers et le bourg se déplace au pied nord du mont. À hauteur du mont, une halte ferroviaire dite « halte de Lithaire » est construite sur la ligne de Carentan à Carteret. Les propriétaires de l'ancien village gardent l'ancienne église Saint-Thomas de Lithaire, aujourd'hui en ruine. Ces derniers sont toujours enterrés dans un caveau à proximité.
Une partie de la roche jouxtant l'ancien village est alors exploitée par les carrières de l'ouest jusqu'au début du XXe siècle. En 1863, la société de granit de l'ouest obtient la concession de cette portion. L'exploitation a aujourd'hui laissé un plan d'eau, creusé au milieu de la roche. On trouve encore çà et là, de vieux wagons rouillés qui servaient à transporter le grès. De 1920 à la fin des années 1930, le dernier exploitant dynamite de longs tunnels de sape. L'activité des carriers est interrompue par la Seconde Guerre mondiale.

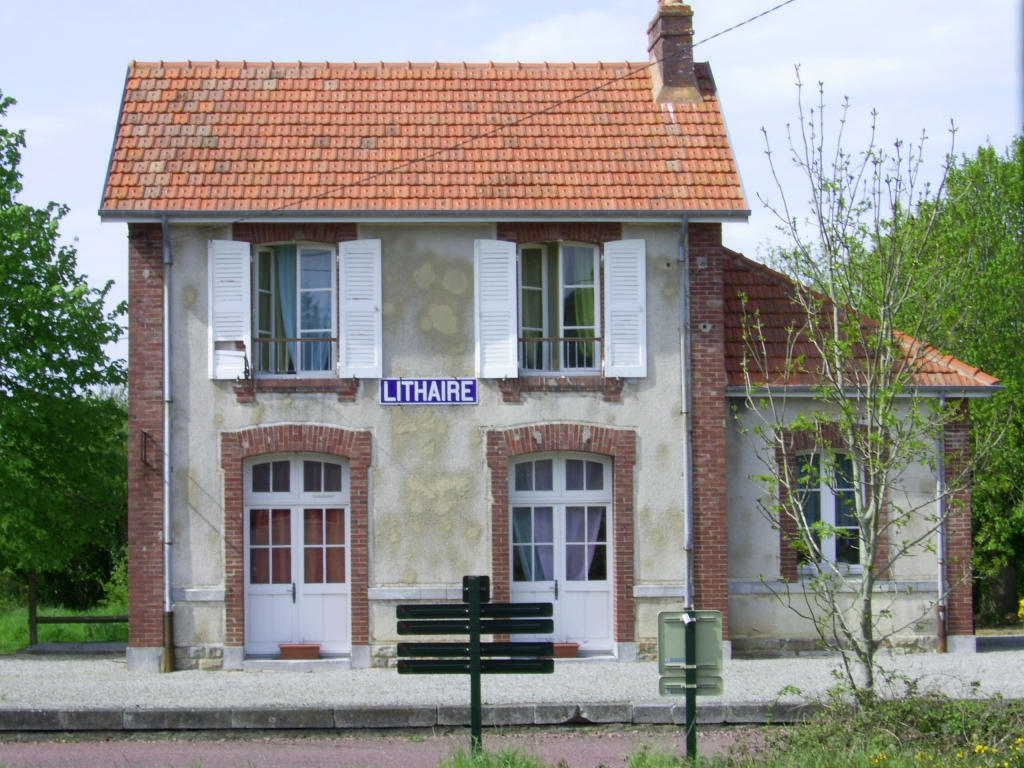
Gare de Lithaire.
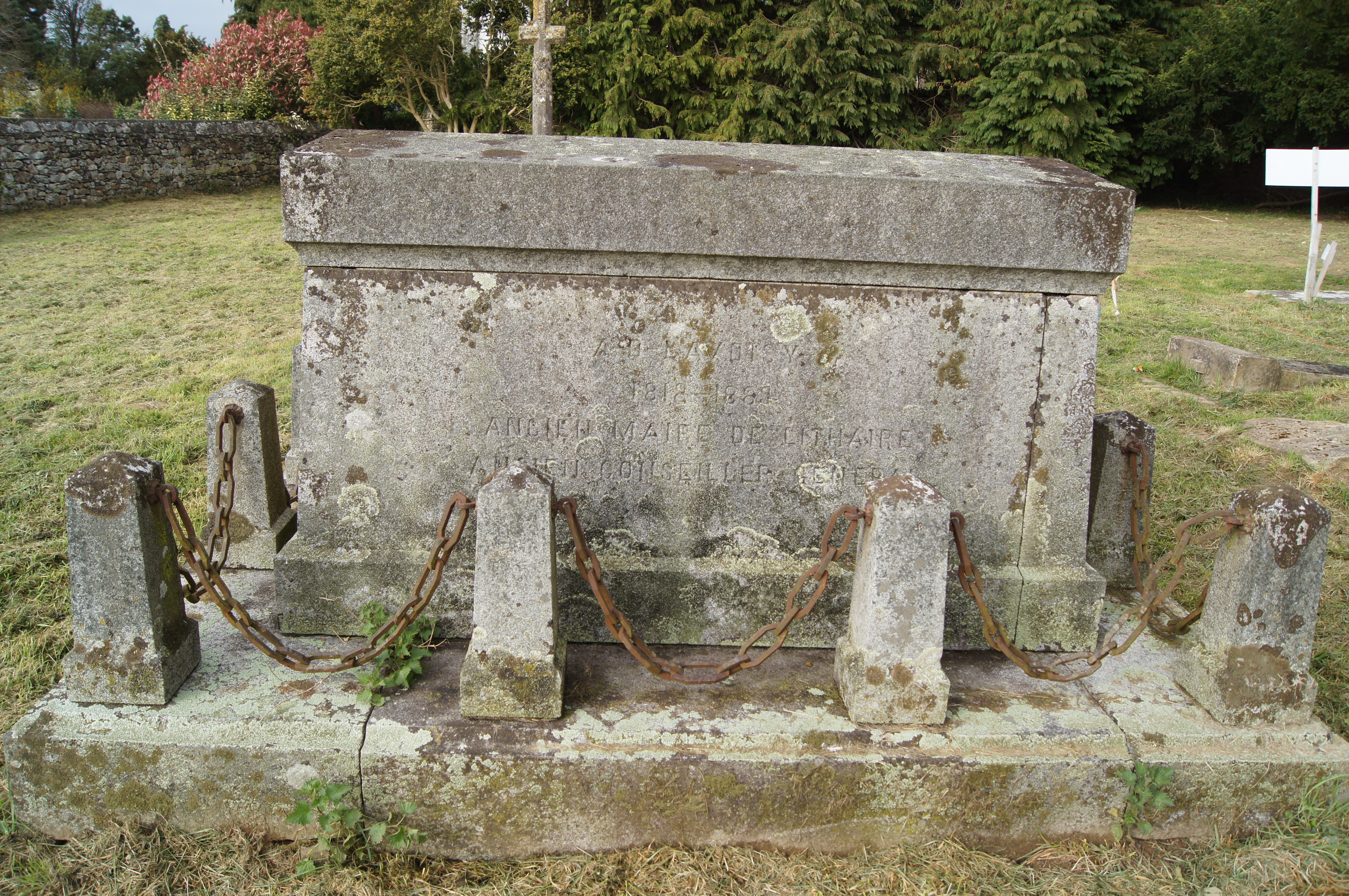
Caveau du cimetière abandonné de l'église en ruines Saint-Thomas de Lithaire.
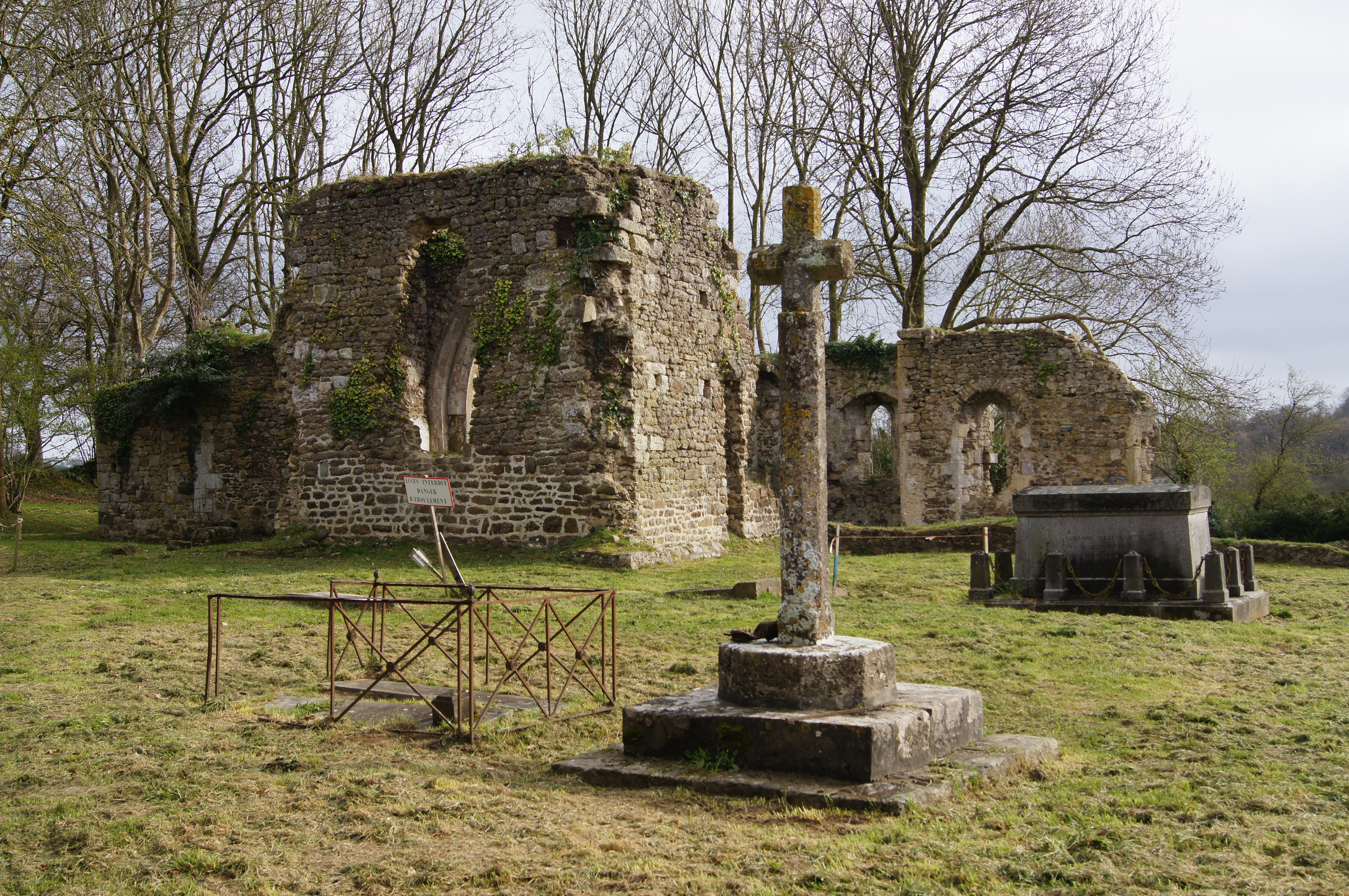
Église en ruines Saint-Thomas de Lithaire.
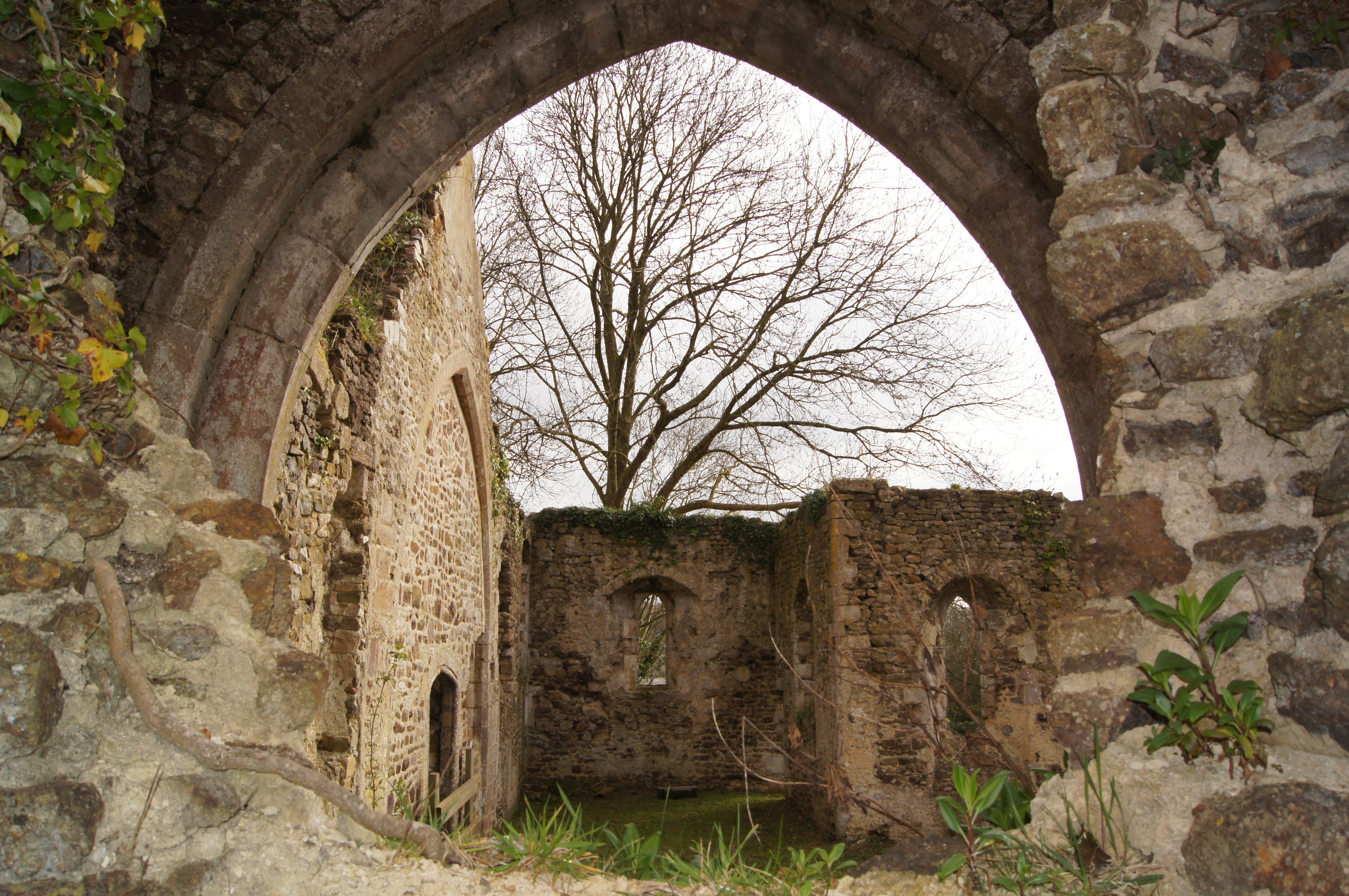
Intérieur de l'église en ruines.

### Seconde Guerre mondiale

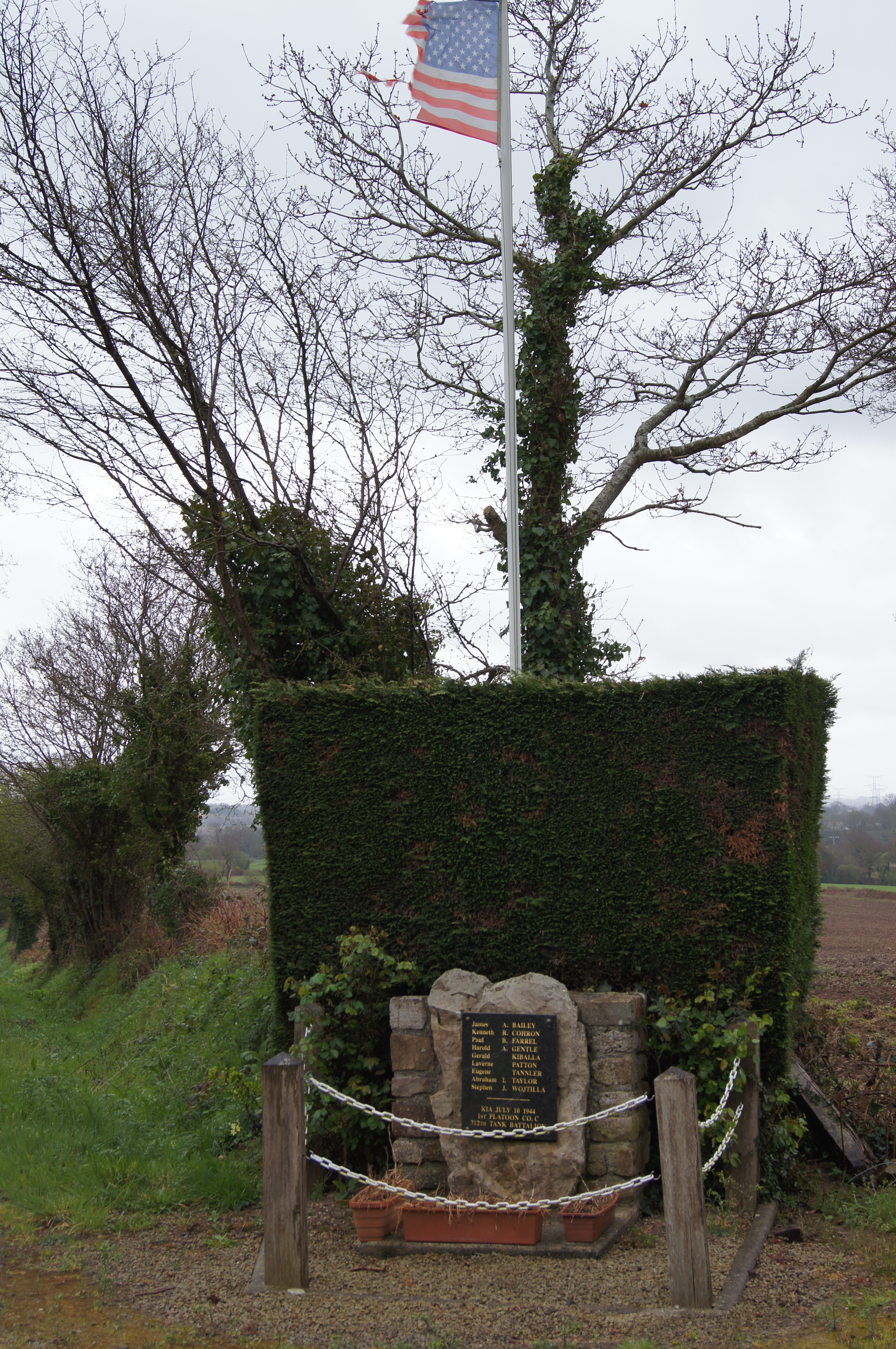
Monument du Tank Bataillon sur le mont Castre au hameau de Beau-coudray, au Plessis-Lastelle.

Le mont Castre (hill 122 surnommée par les GI'S Bloody hill (colline sanglante)) est le lieu d'intenses combats durant la bataille de Normandie, au cours de la phase appelée bataille des Haies durant l'été 1944, opposant les troupes américaines aux troupes allemandes dans le bocage normand. C'est le dernier théâtre d'opérations de la 82e Airborne américaine en Normandie.
Après le débarquement du 6 juin 1944 pendant lequel elle a été parachutée au-dessus de Sainte-Mère-Église, la 82e Airborne du VIIe corps de l'armée américaine, commandée par le général Omar Bradley, participe à la coupure du Cotentin jusqu'au 18 juin puis à la bataille de Cherbourg jusqu'aux premiers jours de juillet.
Tenant le Nord-Cotentin, les Américains décident d'avancer vers le sud pour atteindre la Bretagne. Ils sont confrontés à une lourde résistance allemande, bien aidé par le bocage normand qui facilite la défense. La 82e Aiborne va mener sa dernière offensive dans la bataille de La Haye-du-Puits. Le 3 juillet 1944, elle lance une offensive depuis le bois de Limors pour atteindre La Haye-du-Puits. Après avoir progressé rapidement jusqu'au bourg de Lithaire en n'affrontant que des troupes constituées de volontaires de l'Est, peu enclins au combat, les parachutistes de la 82e atteignent au pied nord du mont Castre le front principal de défense des Allemands dans le Cotentin à cette période : la ligne Mahlmann.
Le 4 juillet, les G.I. attaquent les deux collines de la Poterie et de Sainte-Catherine faisant face au mont, côté nord. Avec le renfort du 712e Tank Battaillon sur le flanc est du mont, l'avance reprend, un hameau du Plessis-Latelle, des Belles Croix est pris, puis celui de La Butte en fin de journée. Le bataillon de tank perd huit hommes lors de l'attaque de ces deux hameaux.
Le 5 juillet, la 82e élimine les derniers points de résistance autour du bourg de Lithaire. Celui-ci libérée, la 82e Airborne se replie à l'abbaye de Blanchelande, située à l'est de La Haye-Du-Puits et attend sa relève. Elle regagne le Royaume-Uni dans les jours suivants.
Le même jour, le 357e bataillon pénètre dans le hameau de Beau Coudray, situé sur le mont Castre. À cet endroit, le 15e régiment des Fallschirmjäger (troupes parachutistes allemandes) tient le donjon qui domine le hameau. Pour reprendre le Plessis-Latelle situé en contrebas, ces derniers y encerclent deux des compagnies du bataillon. Après maintes tentatives pour s'extraire de cette tenaille, les soldats américains piégés et exténués décident de se rendre aux Allemands le lendemain. Enfin, le 10 juillet, après un repli des Allemands, Beau Coudray et Le Plessis-Lastelle tombent aux mains de la 90e division d'infanterie américaine du major general Landrum (en) (1891-1967). Pourtant, les pertes sont très lourdes. Le 3e bataillon du 358e régiment d'infanterie perd presque trois quarts de son effectif pendant la prise, notamment entre la crépuscule du 10 et l’aube du 11.  Une stèle rappelle les rudes combats menés ici du 3 au 12 juillet 1944.

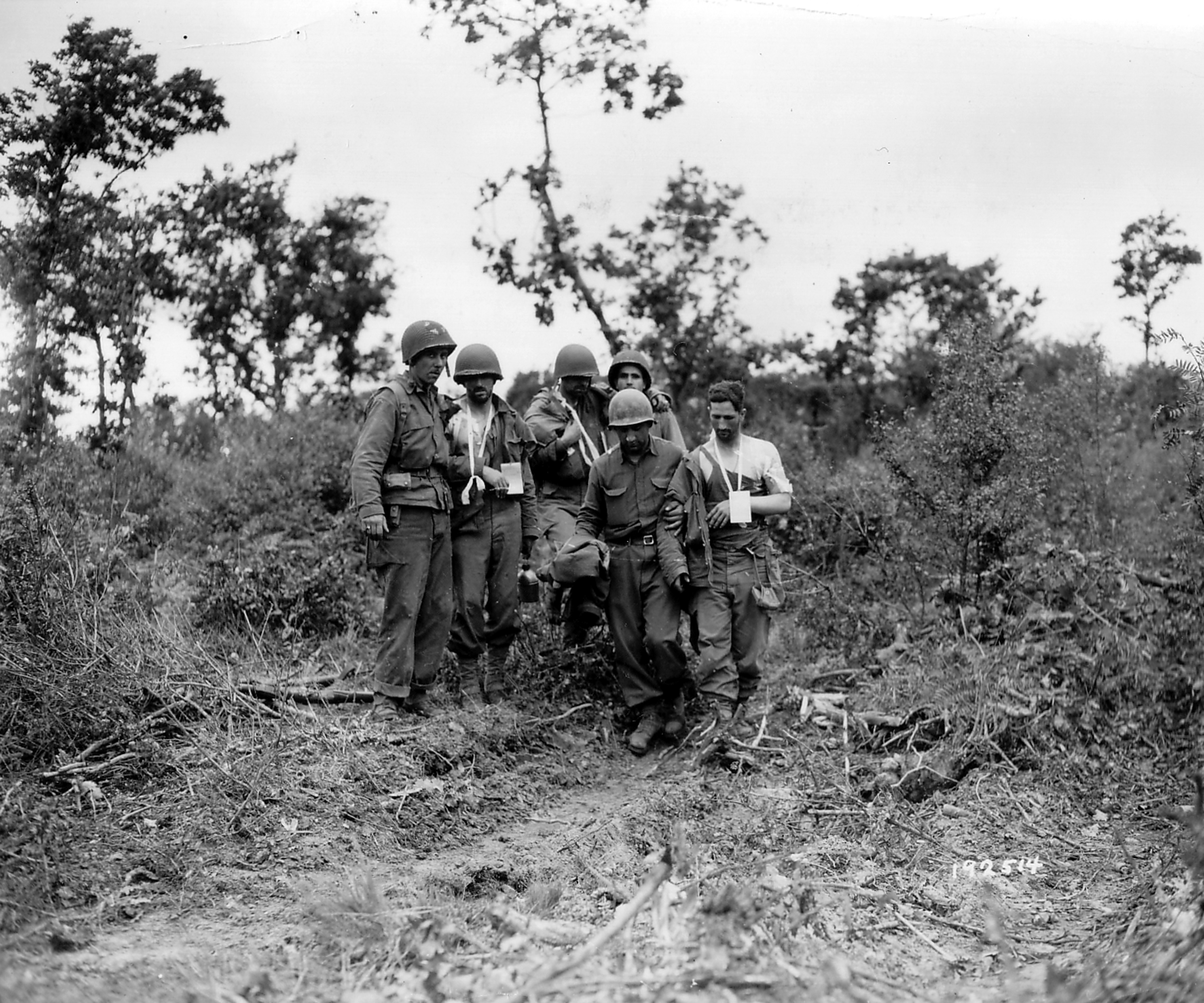
Blessés américains dans le bocage des Bloody Hills (guerre des Haies).
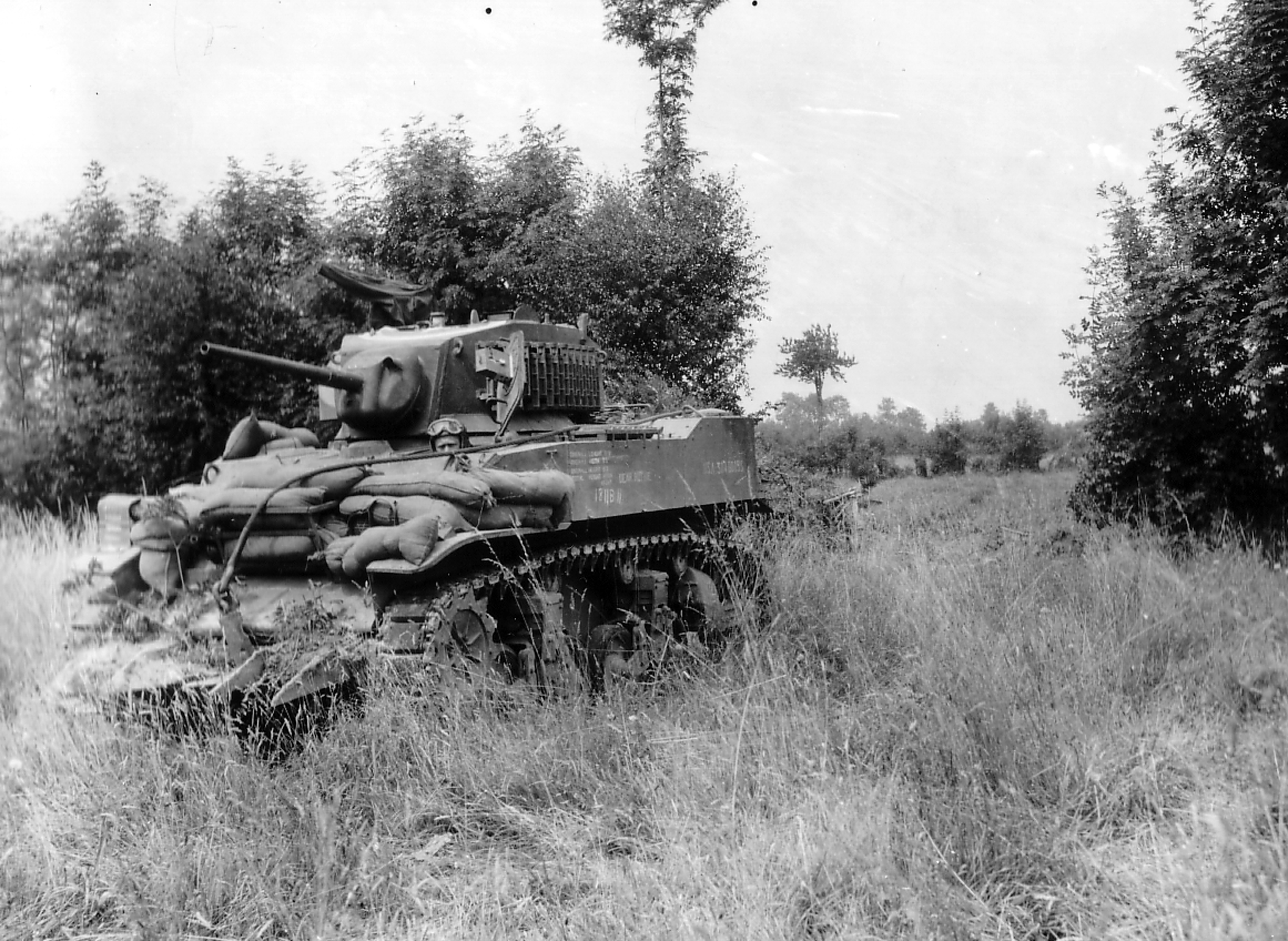
Les chars trouent le bocage pour les troupes (guerre des Haies).
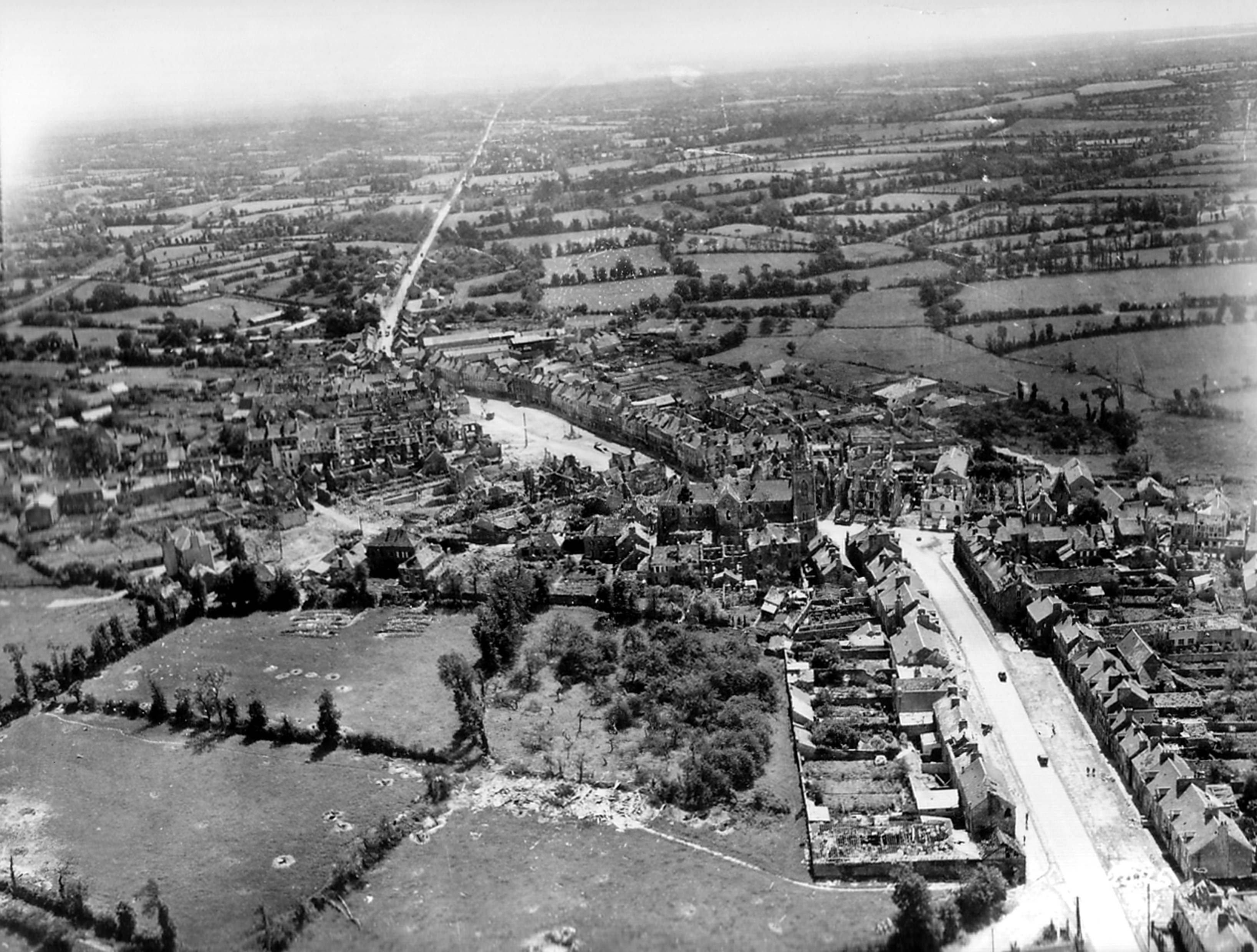
Zone de combat de la Haye-du-Puits au Havre de Saint-Germain en haut à droite du cliché (guerre des Haies).
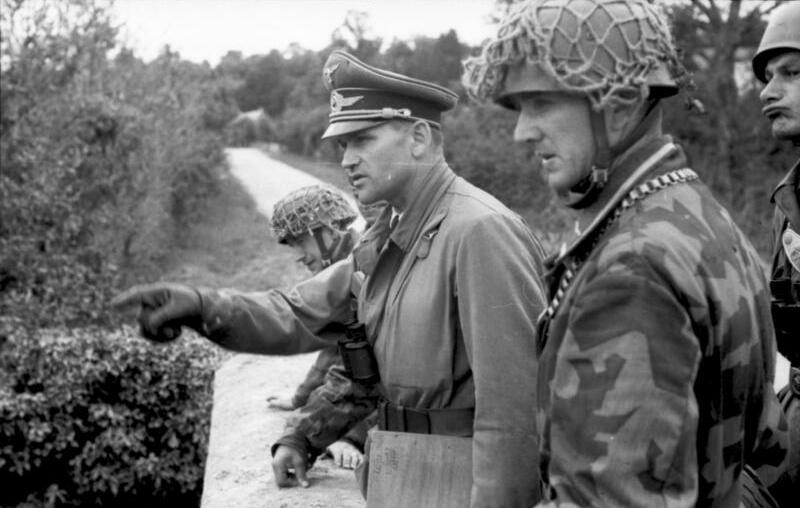
Un officier briefe ses Fallschirmjäger.
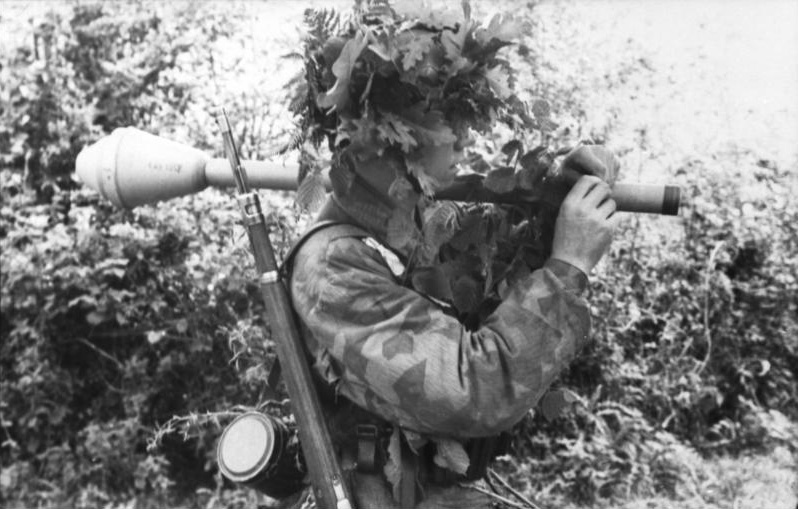
Fallschirmjäger caché avec son Panzerfaust.

## Activités

### Industries
En 1978, alors qu'elles fonctionnaient au ralenti après la Libération, les carrières sont abandonnées. Rendu à la commune, le site est sécurisé puis réhabilité pour être ouvert au public en 1994.

### Tourisme
Aujourd'hui l'eau de la rivière Senelle a rempli les carrières en formant un plan d'eau sur lequel est installé un loueur de pédalo ainsi qu'une buvette. La pratique du canoë-kayak est possible. La commune a aussi balisé un sentier de randonnée autour du plan d'eau. Le mont est balisé par une borne d'un des huit parcours thématiques de la bataille de Normandie : Cobra - La percée.
- Le plan d'eau du mont Castre et le sentier de randonnée.
- Ruine du Vieux Château et ancien poste de vigie romain.
- Allée couverte, site néolithique.
- Ruine de l'ancienne église.
- Panorama et table d'orientation, site du camp romain.
- Ruine de l'ancien donjon du Plessis, reconverti en point d'observation des marais.
- Monument du 712e Tank Bataillon au hameau de Beau-Coudray.
- Vestiges des carrières de grès (chariots).
- Borne du parcours thématique de la bataille de Normandie : Cobra-La Percée.

### Protection environnementale
Le mont fait partie du parc naturel régional des Marais du Cotentin et du Bessin.